# Спангенберг, Евгений Павлович
Евге́ний Па́влович Спа́нгенберг (25 февраля 1898, Андриановка, Забайкальская область, Российская империя — 25 июля 1968, Москва, СССР) — советский орнитолог, писатель-натуралист, кандидат биологических наук, лауреат Сталинской премии (1952).

## Биография
Евгений Спангенберг родился 25 февраля 1898 году на станции Андриановка (ныне Читинская область). Его отец был железнодорожным инженером, и семья часто переезжала по новому месту работы отца. Позже Спангенберги переехали из Петербурга в небольшой железнодорожный посёлок Ахтубу в степях Нижнего Поволжья. У дома был большой сад, а рядом — степь, где встречалось множество птиц (например, прямо в саду Евгений однажды поймал вальдшнепа). Все это стимулировало интерес Евгения Спангенберга к природе. Немало способствовал росту этого интереса и отец, увлекавшийся охотой.
В 1919—1921 годах служил в РККА. В 1922 году Евгений Спангенберг поступил в Московский университет на естественное отделение физико-математического факультета, который окончил в 1930 году.
С 1931 года Евгений Павлович стал старшим научным сотрудником ВНИИ охотничьего хозяйства, звероводства и оленеводства, с 1944 года он стал доцентом биологического факультета МГУ имени М. В. Ломоносова. Кандидат биологических наук (1945). С 1946 года Евгений Спангенберг работает в Зоологическом музее МГУ, сначала — заведующим герпетологическим отделом, а позже, в 1950 году — в орнитологическом отделе. Здесь он стал старшим научным сотрудником, проработав 18 лет, до конца жизни.
С 1924 года до конца 1950-х активно участвовал в экспедициях. Позже здоровье перестало позволять участвовать в длительных экспедициях. 25 июля 1968 года Евгений Спангенберг предпринял попытку покончить с собой, скончался в реанимации. Похоронен на Ваганьсковком кладбище.

## Научная деятельность
С 26 лет Евгений Спангенберг начал ездить в экспедиции. Первая его экспедиция была в Среднюю Азию, в края нижнего течения Сырдарьи. Изучением этих районов Спангенберг занимался следующие четыре года. Позже он работал в пустыне Каракумы, на побережье Аральского моря. Неоднократно возвращался в Южный Казахстан, работал в пустыне Кызылкум. Наблюдения, полученные в результате девятилетний исследований, легли в основу монографии, посвященной описанию птиц Нижней Сырдарьи и близлежащих районов.
Параллельно с этой работой, Спангенберг провел цикл экспедиций в Закавказье. По результатам этой работы была опубликована книга «Животный мир Азербайджана», которая и сейчас остается наиболее полной работой по азербайджанским птицам.
Евгений Спангенберг также работал в заповеднике «Семь островов», Оренбургской области, Киргизии, на озере Сары-Челек в Киргизии. После войны, в 1946 году работает в Туркмении. Много раз посещал Крым.
Спангенберг собрал большую коллекцию птичьих яиц, строго придерживаясь при этом правил научного коллекционирования (основное из которых — брать яйца только в тех случаях, когда вид птицы достоверно определён). В то же время был заядлым охотником, в Зоологический музей МГУ им передано около одиннадцати тысяч экземпляров тушек.

## Литературная деятельность
Евгений Спангенберг написал несколько книг о своей работе. Наиболее известна его книга «Записки натуралиста», которая переиздавалась 15 раз.

## Семья
Евгений Павлович Спангенберг был женат, имел двоих детей и пятерых внуков:
Жена — Екатерина Иннокентьевна (4 марта 1908 — 8 ноября 1996)
- Сын — Евгений Евгеньевич Спангенберг (20 марта 1935 — 12 сентября 1996) — радиоастроном, инженер-конструктор, работал в Специальной астрофизической обсерватории на Северном Кавказе и преподавал физику в МПГИ им. Ленина, где работал в проблемной радио-физической лаборатории.
  - Внуки — от разных браков у Евгения Евгеньевича было пятеро детей — дочь и четыре сына.
- Дочь — Мария Евгеньевна Спангенберг (31 декабря 1943 — 3 июля 2001), замужем не была.

Брат — Борис Павлович Спангенберг, входил в редколлегию журнала «Охота и охотничье хозяйство», публиковал статьи по охотоведению и охране природы, был репрессирован.

## Награды и премии
- Сталинская премия второй степени (1952) — за 5-томный научный труд «Птицы Советского Союза» (1951)